# Rtyně
Rtyně (německy Ertin) je malá vesnice, část obce Zaloňov v okrese Náchod. Nachází se asi 2 km na jih od Zaloňova. V roce 2009 zde bylo evidováno 49 adres. V roce 2001 zde trvale žilo 108 obyvatel.
Rtyně je také název katastrálního území o rozloze 3,03 km2.